# Milan Přadka
Milan Přadka (18. dubna 1933 Místek – 30. května 2012) byl český vysokoškolský pedagog, spisovatel a děkan Pedagogické fakulty Masarykovy univerzity. Zabýval se zejména sociální pedagogikou a pedagogikou volného času.

## Život
Vystudoval Filozofickou fakultu Univerzity Palackého. V sedmdesátých letech působil i na Katedře pedagogiky na Vysoké škole zemědělské a na Katedře pedagogiky Filozofické fakulty UJEP. V roce 1973 se habilitoval na Pedagogické fakultě Univerzity Karlovy a v roce 1981 byl jmenován profesorem v oboru pedagogika. V letech 1980 až 1990 působil jako děkan Pedagogické fakulty Masarykovy univerzity. Na Pedagogické fakultě MU působil i po roce 1990 a jako školitel vedl doktorské práce Tomáši Čechovi, Jarmile Faltýskové, Lence Gulové, Daně Knotové a Kláře Závodníkové.

## Dílo
Kromě svého vědeckého díla byl autorem dvou próz:
1. Zelený písek[5] – příběh pro děti o skupině pionýrů z Nusle, kteří odhalí zrádné spiknutí
2. Obyčejný ranní vlak[6] – příběh obyčejného člověka, který přijde do obyčejné továrny a postupně zde najde smysl života v obyčejných činnostech, protikladem je lékař Káňa, který se nedokáže vcítit do harmonického vedení světa a je neustále nucen vypořádávat se s disharmonií světa